# Cos d'Auxiliars de Boscos
El Cos d'Auxiliars de Boscos era un cos d'administració especial de la Generalitat de Catalunya, adscrit al Servei Forestal de la Generalitat. Va ser creat per decret d'11 de gener de 1937 amb Lluís Companys i Jover com a President de la Generalitat de Catalunya, Josep Tarradellas i Joan com a Conseller Primer de la Generalitat de Catalunya, i Josep Calvet i Mora com a Conseller d'Agricultura de la Generalitat de Catalunya.
El seu àmbit d'actuació eren les forests no declarades d'Utilitat Pública i les forests pròpies de la Generalitat de Catalunya. Fins a la creació del Cos d'Auxiliars de Boscos, la vigilància d'aquestes forests era a càrrec d'altres col·lectius, com les Esquadres de Catalunya.
Els membres del Cos d'Auxiliars de Boscos eren funcionaris de carrera. El juliol del 1937 van passar a tenir també la condició d'agents de l'autoritat.
El Cos tenia la missió inicial de controlar el compliment de les disposicions que per regular els aprofitaments de boscos i llur policia decreti la Generalitat de Catalunya. Cal tenir en compte que amb la creació del Cos, la vigilància dels boscos a Catalunya passa a ser exercida per aquest Cos, una tasca que des del 1934 havia sigut una missió de les Esquadres de Catalunya. El Cos d'Auxiliars de Boscos assumeix les funcions fins al 30 de setembre de 1938, en que un nou decret de Presidència restableix el Decret de 22 de març de 1934, també es va preveure la mobilitat funcionarial per anàlogues funcions entre auxiliars de boscos i mossos d'Esquadra. També havia d'executar les funcions auxiliars i subalternes de l'Administració Forestal.
Al desembre de 1937 s'encarrega als Auxiliars de Boscos una comesa no pròpia de la gestió forestal però dins de l'àmbit agrícola, en concret vetllar pel compliment de la normativa per tal d'evitar l'arrencament d'oliveres i arbres fruiters en ple període productiu (Ordre del Conseller d'Agricultura de 10 de desembre de 1937)

## Reglament
Estava previst un reglament especial on s'establia l'organització del Cos, fixant les categories, sous i gratificacions del seus membres. Aquest reglament especial no es va arribar a publicar mai. Per efectuar les missions anteriors, els auxiliars de boscos actuaven a les ordres immediates del personal facultatiu i tècnic del Servei Forestal.
Per Ordre de 8 de gener de 1938, es dotà el Servei Forestal de la Generalitat de Catalunya d'un Reglament Orgànic, on al Capítol VIII del “Cos d'Auxiliars de Boscos”, hi ha un extens contingut específic del Cos d'Auxiliars de Boscos, on es determinen. Es dota d'armes de defensa personal subministrades pel Departament d'Agricultura a tots els membres del Cos.
Es desplegaven territorialment per Zones de destinació (hi havien de residir per força), on la Zona constitueix la unitat mínima d'organització al territori i estava formada, per un mínim, d'una parella d'auxiliars de boscos. Donat que el Cos estava format per 42 membres i que actuaven per parelles, fa pensar que el conjunt de Zones de Catalunya estava format per 21 Zones de destinació. Consten com a zones entre altres:
- Berga (El Berguedà).
- Granollers[8] (Vallès Oriental). Amb base a Granollers anaven del Llobregat i Manresa fins a Vic.
- La Pobla de Segur (El Pallars Jussà).
- i Sort (El Pallars Sobirà).

Els auxiliars de boscos actuen a les ordres immediates del personal facultatiu i tècnic del Servei Forestal. Dintre del Cos es determina un Encarregat de la Zona. Aquest Encarregat era un dels components de la parella i tenien un fort règim disciplinari.
Les funcions del Cos d'Auxiliars de Boscos eren:
- Verificar el servei de vigilància en els boscos sotmesos a la tutela de l'Administració forestal per tal que siguin executats dins les normes establertes per la legislació vigent.
- Complimentar totes les mesures referents a la policia d'incendis.
- Recollir sobre el terreny, les dades que els siguin sol·licitades pel personal facultatiu del Servei.
- Realitzar els reconeixements que els siguin ordenats.
- Verificar, si escau, els lliuraments dels productes aprofitats.
- Assistir, quan calgui, a les subhastes dels aprofitaments.
- Realitzar les funcions subalternes de l'Administració Forestal en la forma en què cada cas es determini.

## Uniformitat
Disposava d'un Reglament d'uniformitat, aprovat per Ordre de 14 de setembre de 1937. Aquest era similar al de les Esquadres de Catalunya, però de color kaki. A l'estiu portaven una camisa de color kaki, un pantaló de teixit color kaki, corbata del mateix color, bandes o mitges d'esport i sabates o espardenyes. A l'hivern: una guerrera de panyo de color kaki, pantaló del mateix teixit i color, un abric dels anomenats tres quarts, de cuir, folrat de llana, bandes de panyo, folrades de cuir; sabates de pell; gorra passamuntanyes i casquet.

## Accés i carrera professional
Estava previst que l'accés al Cos sempre seria per la categoria inferior mitjançant concurs-oposició.
| Promoció | Registre    | Places ofertes | Places reals | Homes | Dones | Convocatòria | Nomenament |
| -------- | ----------- | -------------- | ------------ | ----- | ----- | ------------ | ---------- |
| 1a       | funcionaris | 40             | 40           | 40    | 0     | 11/03/1937   | 02/07/1937 |

Només n'hi va haver una convocatòria d'accés, tot i que es va nodrir d'efectius de Mossos d'Esquadra, per mobilitat funcionarial amb anàlogues funcions de vetllar per la riquesa forestal. Hi van ingressar dos ex-mossos: l'11 de març de 1937 es va convocar un concurs-oposició per a la provisió de quaranta places d'auxiliars. Oposició únicament per exercicis orals i escrits, de matèria forestal. El programa es va publicar prèviament al DOGC. Nomenament per Ordre de 2 de juliol de 1937 Tot i que la convocatòria era de 40 places, el jurat qualificador havia proposat 45 places, els cinc últims en expectativa de destinació, per cobrir places desertes, inicialment en règim interí i posteriorment en règim funcionarial, en aquesta situació es va cobrir una plaça d'Auxiliar de Boscos, al desembre de 1937.
No estava prevista una carrera professional al Cos d'Auxiliars de Boscos, llevat de la d'Encarregat de Zona.